# Nothopsyche pallipes
Nothopsyche pallipes là một loài Trichoptera trong họ Limnephilidae. Chúng phân bố ở miền Cổ bắc.